# 林中之夜
《林中之夜》（又译作）是一款由三間遊戲公司共同開發的冒险游戏，其發行在Microsoft Windows、macOS、Linux和PlayStation 4版本的時間為2017年2月21日，Xbox One平台為同年的12月13日，Nintendo Switch平台上則為隔年的2月1日發售。，而iOS和Android則會在2018年內公開。開發遊戲的三間開發商分別為Infinite Fall、22nd Century Toys和負責開發引擎和手機版的Secret Lab。

## 故事與遊戲玩法
瑪格麗特·「梅伊」·博羅夫斯基（Margaret "Mae" Borowski）是一位來自充滿擬人動物的城鎮——負鼠泉（Possum Springs）的獨生貓女孩。梅伊中途輟學後回到故鄉，住在父母家中的閣樓，但她發現城鎮自煤礦關閉後發生多次變化，同時亦發現了一個可怕的事實，致使她要進入附近的樹林以尋找事情的真相。梅伊不得不面對這小鎮幾十年來一直隱藏著的可怕秘密，其不僅涉及該鎮的礦井，還牽扯到她的老朋友凱西·哈特利（Casey Hartley）最近失蹤的案件。其他遊戲角色包括她的三位好友，他們分別是喜好吸煙的總角之交碧翠絲·「貝婭」·桑塔爾諾（Beatrice "Bea" Santello，鱷魚）、好動的狐狸格雷戈里·「格雷格」·李（Greggory "Gregg" Lee），以及格雷格的男朋友安格斯·迪蘭尼（Angus Delaney，熊）。《Paste》稱《林中之夜》的主題包含「精神疾病、抑鬱症、中下階層的困境和美國小鎮的緩慢衰落」。
操縱梅伊的時候，玩家可以進行跑跳動作和學習《林中之夜》中的其他機制以探索負鼠泉。本森將玩家的行動描述為「探索、交談、觀察再聯繫」，而霍洛卡則稱遊戲「以敘事為核心」而非「遊戲玩法優先」。儘管本森表示：「它更像是『你要和這個人一起行動嗎？』；『好的，酷哦』。或許那個角色在遊戲結束前都不認識你，不過只要跟他互動，你就一定看得到他的故事情節」，但玩家的決定確實會左右《林中之夜》的故事進程。

## 開發
開發商在2013年10月22日在Kickstarter上進行接受募捐活動，其籌款目標為50,000美元。籌款目標僅在26小時內完成。遊戲最終籌得金額超過200,000美元。開放團隊利用剩餘的15萬來製作動畫和遊戲中一款名為Demontower的Roguelike小遊戲。
本森認為延伸出更多內容會有更多的支持者進行募捐，但Infinite Fall反對增加內容，並認為增加後可能出現範圍蔓延問題。除外，本森亦說出其編寫的《林中之夜》劇本受到克里斯·韋爾、麥克·米格諾拉、瑪麗·布萊爾、弗蘭納里·奧康納和理查·斯卡里的影響。
2013年12月，霍洛卡、本森和共同作家霍肯貝里發布了一款名叫《最長之夜》（Longest Night）的擴充內容。隔年同月，再次推出新的擴充內容——《失落星座》（Lost Constellation）。在後續進展中，兩者均成為遊戲內容中的一部分。2017年12月13日，Finji在PC、macOS、Linux、PlayStation 4和Xbox One平台上發行《林中之夜》的擴展版遊戲《怪誕之秋》（Weird Autumn）。
2017年10月，Secret Lab宣佈《林中之夜》將會移植至行動裝置上，其發行日期暫定為2018年。三個月後，開發商正式宣佈遊戲將推出Nintendo Switch版本。同時，也將發售日期定與2月1日。並包含並未出現與原版中的新內容、兩款额外的遊戲和《怪誕之秋》內容。。

## 音乐

### 原聲帶
亞歷克·霍洛卡是《林中之夜》原聲帶的創作者。2017年3月6日，開發商在Bandcamp上發佈三張遊戲音樂的專輯。除外，霍洛卡亦稱DIIV對遊戲音樂有重大的影響。

## 評價
《林中之夜》發行後收到的大多是正面的評價，主要集中於劇本和角色。在Metacritic上，其NS版根據17條評論獲得85/100分，PS4版是15條評論的87/100分，PC版就憑藉30條評論取得88/100分，而XONE版則根據5條評論獲得75/100分，四者皆屬「大致正面評價」。
《林中之夜》被《Eurogamer》名列在「2017年50大遊戲」的榜單內，位列第13名，而Polygon則把其列為當年50大最佳遊戲的第23名。《林中之夜》亦獲提名許多獎項，包括《PC Gamer》的「最佳喜劇遊戲」，IGN的「最佳藝術指導」、「最佳故事」、「最佳原創音樂」和「最佳冒險遊戲」.，且最終抱走最後一項。在Giant Bomb的2017年年度遊戲獎上，該作嬴得「最佳角色陣容」和「最佳首次亮相」、「最佳故事」和「年度遊戲」的亞軍。《林中之夜》同時也取得《Game Informer》2017年度冒險遊戲的「最佳角色（梅伊）」和「最佳對白」。而在此之前，該作已在2017年Unity大獎上贏得「最佳2D視覺效果」和「金立方獎」，也獲提名為「最佳桌面/主機遊戲」。

### 獎項與提名
| 年份 | 獎項                   | 類別                        | 獲提名       | 結果 | 來源          |
| ---- | ---------------------- | --------------------------- | ------------ | ---- | ------------- |
| 2017 | 西南偏南遊戲獎         | 玩家之聲（單人）            | 《林中之夜》 | 提名 | [ 40 ]        |
| 2017 | 金摇杆奖               | 最佳敘事                    | 《林中之夜》 | 提名 | [ 41 ] [ 42 ] |
| 2017 | 金摇杆奖               | 最佳視覺設計                | 《林中之夜》 | 提名 | [ 41 ] [ 42 ] |
| 2017 | 金摇杆奖               | 最佳獨立遊戲                | 《林中之夜》 | 提名 | [ 41 ] [ 42 ] |
| 2017 | 游戏大奖               | 最具衝擊力遊戲              | 《林中之夜》 | 提名 | [ 43 ]        |
| 2017 | 游戏大奖               | 最佳獨立遊戲                | 《林中之夜》 | 提名 | [ 43 ]        |
| 2018 | 第21屆D.I.C.E.遊戲大獎 | 卓越故事獎                  | 《林中之夜》 | 提名 | [ 44 ] [ 45 ] |
| 2018 | 第21屆D.I.C.E.遊戲大獎 | D.I.C.E.Sprite獎            | 《林中之夜》 | 提名 | [ 44 ] [ 45 ] |
| 2018 | NAVGTR獎               | 最佳當代藝術指導            | 《林中之夜》 | 提名 | [ 46 ] [ 47 ] |
| 2018 | NAVGTR獎               | 最佳喜劇類敘事              | 《林中之夜》 | 獲獎 | [ 46 ] [ 47 ] |
| 2018 | 西南偏南遊戲獎         | 最具潛力的新知識產權作品    | 《林中之夜》 | 提名 | [ 48 ] [ 49 ] |
| 2018 | 西南偏南遊戲獎         | 最受社群資助遊戲            | 《林中之夜》 | 獲獎 | [ 48 ] [ 49 ] |
| 2018 | 西南偏南遊戲獎         | 最佳敘事                    | 《林中之夜》 | 提名 | [ 48 ] [ 49 ] |
| 2018 | 西南偏南遊戲獎         | 馬修·克倫普文化創新獎       | 《林中之夜》 | 提名 | [ 48 ] [ 49 ] |
| 2018 | 西南偏南遊戲獎         | 年度最佳遊戲                | 《林中之夜》 | 提名 | [ 48 ] [ 49 ] |
| 2018 | 独立游戏节獎           | 塞尤瑪斯·麥克納利遊戲節大獎 | 《林中之夜》 | 獲獎 | [ 50 ] [ 51 ] |
| 2018 | 独立游戏节獎           | 優秀視覺藝術獎              | 《林中之夜》 | 提名 | [ 50 ] [ 51 ] |
| 2018 | 独立游戏节獎           | 最佳劇情獎                  | 《林中之夜》 | 獲獎 | [ 50 ] [ 51 ] |
| 2018 | 游戏开发者选择奖       | 最佳處女作品                | 《林中之夜》 | 提名 | [ 52 ] [ 53 ] |
| 2018 | 游戏开发者选择奖       | 最佳敘事                    | 《林中之夜》 | 提名 | [ 52 ] [ 53 ] |
| 2018 | 游戏开发者选择奖       | 最佳視覺藝術                | 《林中之夜》 | 提名 | [ 52 ] [ 53 ] |
| 2018 | 英国学院游戏奖         | 最佳處女遊戲                | 《林中之夜》 | 提名 | [ 54 ] [ 55 ] |
| 2018 | 英国学院游戏奖         | 最佳超越娛樂遊戲            | 《林中之夜》 | 提名 | [ 54 ] [ 55 ] |
| 2018 | 英国学院游戏奖         | 最佳敘事                    | 《林中之夜》 | 獲獎 | [ 54 ] [ 55 ] |
| 2018 | 英国学院游戏奖         | 最佳原創作品                | 《林中之夜》 | 提名 | [ 54 ] [ 55 ] |

## 外部連結
- 官方网站
- 林中之夜的Facebook專頁
- 林中之夜的X（前Twitter）